# Familia Wallenberg
La familia Wallenberg es una de las familias más ricas e influyentes de Suecia, renombrados como banqueros e industriales.

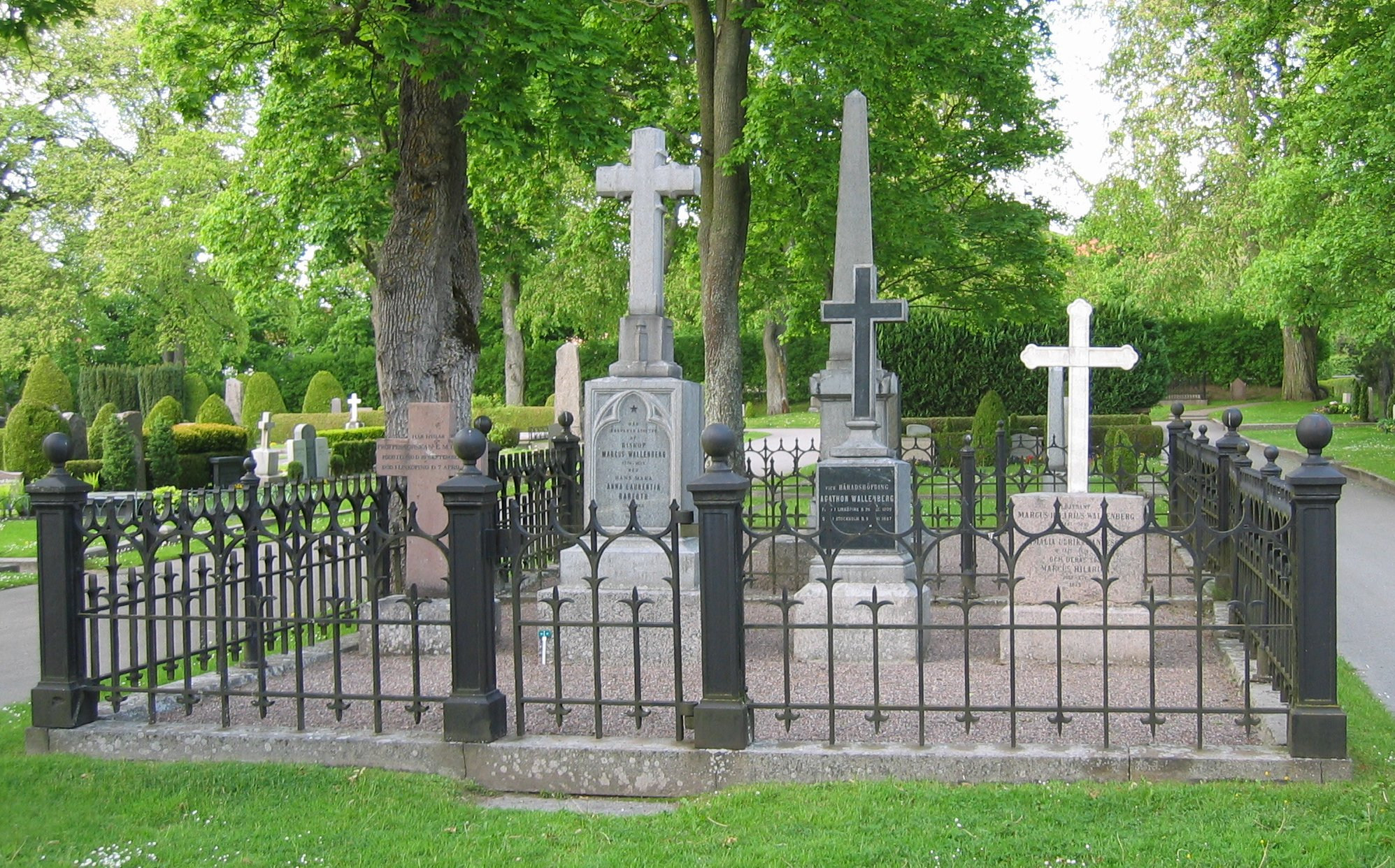
Tumbas de la familia Wallenberg en el cementerio municipal de Linköping, Suecia. Las cuatro lápidas corresponden, de izquierda a derecha a: (1) Profesor E. M. Barfoth (1762-1837), (2) Marcus Wallenberg (1774-1833) con su mujer Anna Laurentia Barfoth (1783-1862), (3) Agathon Wallenberg (1809-1887), Marcus Hilarius Wallenberg (1807-1897) con su mujer Amalia Ulrika Santeson (1821-1859) e hijo Marcus Hilarion (1842).

- Jacob Wallenberg (1746-1778), marinero, pastor luterano y autor burlesco, especialmente dirigido a mujeres. Autor de "Min Son på Galejan". El apellido original de Jacob era Wallberg, pero lo cambió a Wallenberg.

- Marcus Wallenberg (1774-1833), sobrino de Jacob Wallenberg, obispo en Linköping.

- Oscar Wallenberg (1816-1886), hijo de Marcus Wallenberg, oficial naval, político y magnate periodístico. Visitó Estados Unidos en 1837, interesándose por la banca. Fundador del Stockholms Enskilda Bank en 1856, el predecesor del Skandinaviska Enskilda Banken, el cual constituye la base del poder económico de la familia.

- Knut Agathon Wallenberg (1853-1938), hijo de Oscar Wallenberg, banquero y político, fundador de la Escuela de Economía de Estocolmo (Handelshögskolan i Stockholm, 1909), del Banque des pays du Nord (1911), y del British bank of Northern commerce (1912), los cuales se fusionaron en 1921 con el Hambros Bank. A través de las inversiones de Knut Wallenberg en LKAB, la propiedad de las minas de mineral de hierro del norte de Suecia quedó en manos suecas. Knut Wallenberg fue también ministro de Asuntos Exteriores de Suecia 1914-1917.

- Gustaf Wallenberg (1863-1937), hijo de Oscar Wallenberg, diplomático destacado en Tokio, Constantinopla, y Sofía.

- Marcus Wallenberg (padre) (1864-1943), hijo de Oscar Wallenberg, industrial y banquero. Marcus Wallenberg invirtió en empresas suecas de significativa importancia como: ASEA, Ericsson, Papyrus AB, Stora Kopparbergs Bergslag, SAS, SAAB, Scania-Vabis y Skyia. De 1916 en adelante, Marcus Wallenberg también tomó parte en acuerdos diplomáticos y de arbitraje internacionales bilaterales y multilaterales y de árbitro, el más importante de los cuales consistió en el crucial acuerdo comercial 1916-1918 entre el Reino Unido y Suecia.

- Axel Wallenberg (1874-1963), hijo de Oscar Wallenberg, industrial y diplomático, destacado en Washington 1921-1926.

- Raoul Oscar Wallenberg (1888-1911), hijo de Gustaf Wallenberg, oficial naval. Murió de cáncer tres meses antes del nacimiento de su hijo Raoul.

- Jacob Wallenberg (padre) (1892-1980), hijo de Marcus Wallenberg (padre), oficial naval, banquero, industrial, y diplomático. Después de la toma del poder en Alemania por parte de los nazis, Jacob Wallenberg participó en las negociaciones comerciales demandadas por el nuevo régimen alemán. Durante la Segunda Guerra Mundial, interpretó un papel central en las casi perpetuas negociaciones comerciales con la Alemania nazi. Controlaba el imperio Wallenberg junto con su hermano Marcus.

- Marcus Wallenberg (hijo) (1899-1982), hijo de Marcus Wallenberg (padre), industrial, banquero y diplomático, el cual tuvo un papel crucial en las negociaciones comerciales anglosuecas durante la Segunda Guerra Mundial. Controló el imperio Wallenberg junto con su hermano Jacob hasta su muerte.

- Gustaf Wally (1905-1966), hijo de Axel Wallenberg, bailarín, actor y director teatral.

- Raoul Wallenberg (1912-1947?), hijo de Raoul Oscar Wallenberg e hijastro de Fredrik von Dardel, diplomático, renombrado por su labor salvando un gran número, probablemente decenas de miles, de judíos durante el Holocausto nazi en Hungría. Capturado por los soviéticos en Budapest, en enero de 1945, tras la entrada de las tropas del Ejército Rojo en la ciudad, murió al parecer en una cárcel soviética en 1947, aunque existieron rumores de que se encontraba vivo en el gulag soviético hasta los años setenta. Por su labor, el estado de Israel le confirió la dignidad de Justo entre las Naciones.

- Marc Wallenberg (1924-1971), hijo de Marcus Wallenberg, banquero e industrial.

- Peter Wallenberg (padre) (1926-2015), hijo de Marcus Wallenberg (hijo), banquero e industrial.

- Jacob Wallenberg (1956- ), hijo de Peter Wallenberg, presidente del consejo de Skandinaviska Enskilda Banken desde 1997 y presidente del consejo de Investor AB.

- Marcus Wallenberg (1956- ), hijo de Marc Wallenberg, CEO de Investor AB, y del que se espera que suceda a Jacob Wallenberg como presidente del consejo del Skandinaviska Enskilda Banken.

- Peter Wallenberg (hijo) (1959- ), hijo de Peter Wallenberg (padre).

- Nane Maria Annan, sobrino-nieta de Raoul Wallenberg y esposa del exsecretario general de la Organización de las Naciones Unidas Kofi Annan.

- Datos: Q1064438
- Multimedia: Wallenberg family / Q1064438